# ケルピー

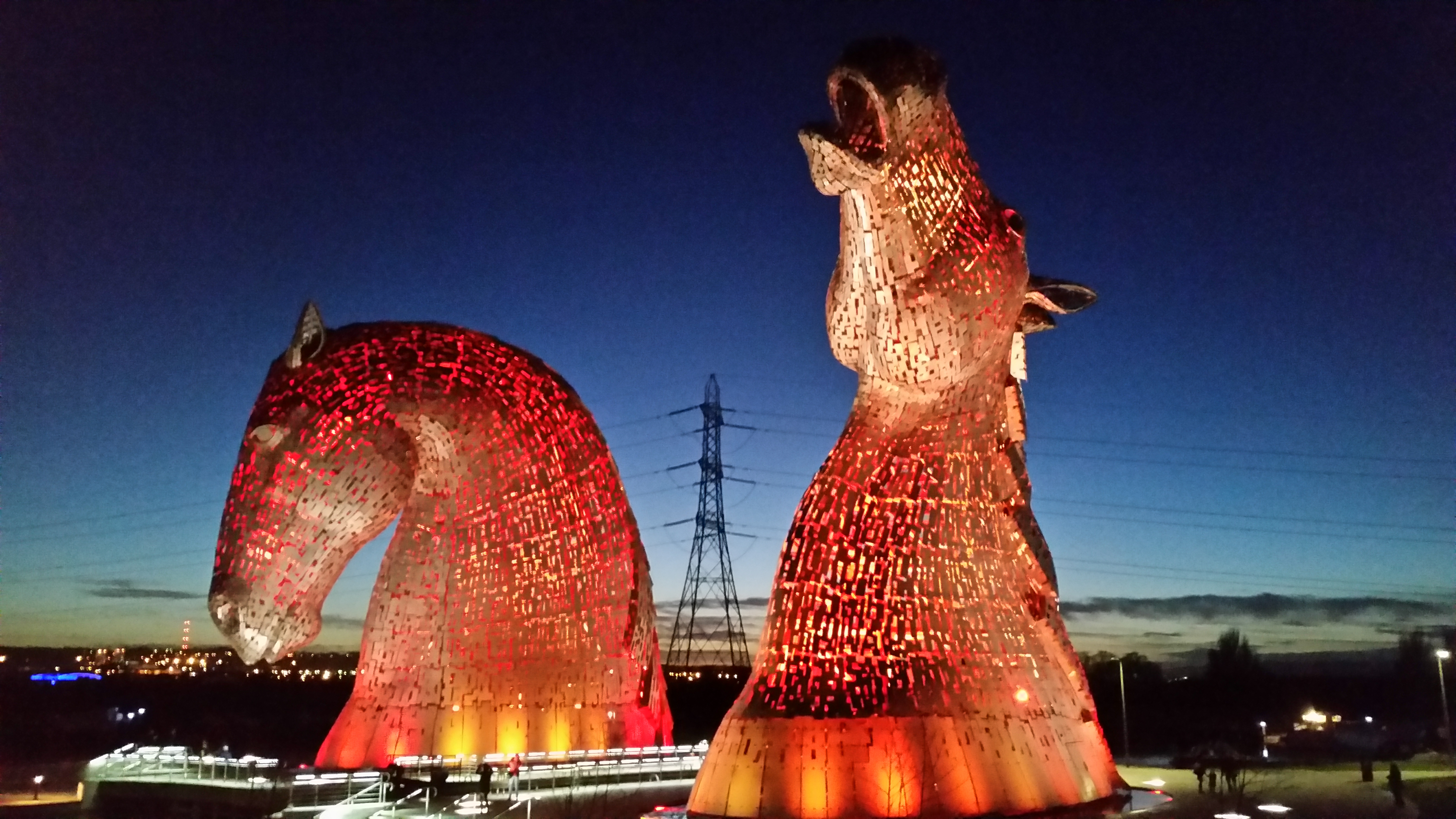
『ケルピー（たち）』 (2013年)。―スコットランドのフォルカークに設置されたアンディ・スコット作の塑像

ケルピー（英語およびスコットランド語: kelpie、kelpy）は、スコットランド地方の水辺に住み、主に馬の姿をしていると伝わる想像上の生き物。人間をおびき寄せるなどして溺れさせるという悪評ある水霊や水魔の一種である。

## 概要
姿形は、はっきりわからないが、馬の姿と言われることが多い。スペイ川やスペイサイド地方のケルピーは概して白馬（異説に黒馬）であり、馬具一式を身につけ乗り人を誘う。しかしケルピーは人の姿に化けることもあるとされる。
「ケルピー」とは英国イングランドやスコットランド低地など、ゲール語を解さない英語圏の名称であり、スコットランド高地に伝わる水棲馬（）、すなわちゲール語でいうエッヘ・ウーシュカ（スコットランド・ゲール語: each uisge）を含むことがある。これはアイルランドの伝承にもあり、アッハ・イシュカ（アイルランド語: each uisce）と呼ばれる。
川棲はケルピーで、湖棲がゲール文化のエッヘ・ウーシュカとの線引きが提唱されており、これを順守する向きもある。
ケルピーやエッヘ・ウーシュカによって水中に引き込まれた児童や大人の犠牲者は、肝臓等の臓器が浮かび上がる以外は遺体があがらず、食らわれたと伝聞されるが、明言されなくともそう推論される。だが一説によれば、エッヘ・ウーシュカは、女子供をとって食うことをしない。
また、うっかり触ると離れられなくなり、指を切って逃げおおせた、などと伝わる。
また、人間の男性に化身して女性を誘い狂暴化もする話が、特に西ハイランド地方で伝えられる。しかしその髪に水草か砂が混じっていて正体を見破られるのが顕著なモチーフである。気づいた女性は、衣服の一部を切り離したり、前掛けなどを脱いですり抜けたりして逃げようと試みる。
ケルピーは必ずしも有害無益と限らず、特別な馬勒（ばろく）の力で御すことができ、橋や築城の石材運搬などに使役できた話も残される。しかし、その場合も後で末代までたたられる、または娘を連れさらわれる、などのしっぺ返しも起きている。

## 用語

### 定義
ケルピー（スコットランド語: kelpie, kelpy）は大別すると「水の精霊（ウォータースピリット）」、あるいは「水魔（ウォーターデーモン）」の類と定義される。また、古風に「水の悪魔（ウォーター＝フィーンド）」と注釈や解説もされる。
"その管轄内にいる人の死期を超自然的な光源や物音で予告したり、その人たちの溺死に関与したりもする、などと俗信される"と18世紀の辞書にはみえる。また、各用例にならい"川や川瀬に住み、概して黒毛（あるいは白毛）の馬の姿をし、人間をおびき寄せて溺死させるが、馬具をつけられ粉ひき小屋廻しなどの使役をさせられることもある"と、近代の辞書は定義で詳述している。
各辞書ではまた、ゲルマン系の水妖「ニッカー」（に同じ）と定義されたり、あるいはそれらに通じると解説されている。このニッカーというのはいわば総称であって、ニュック（古ノルド語: nykkr、ノルウェー語: nykk）、ノック（ノルウェー語: nøkk）などと、地域/国によって呼称が多少変異する。
蛇足としては、英国で悪魔を婉曲的にさす「オールド・ニック」（英語: Old Nick; スコットランド語: Auld Nick）という表現は、じつはこの水妖「ニッカー」に由来する、と付記される。
ケルピーの定義については混乱があり、例えばどういう容姿・形態をとるかについても議論がある、と指摘される。

### 地域性
ケルピーはハイランド地方の産物のように扱われることもあるが、これは誤りで、実際はローランド地方（ゲール文化・言語の絶えた地域）の迷信である、との意見がみられる。ケルピー（英語: kelpie）の語は、英単語としても扱われ、『オックスフォード英語辞典』でも「姿形は様々だが馬の姿をする、伝説上の水霊または[水]魔の、スコットランド低地での名称」と定義されている。
上述したように、真正のケルピーはスコットランド低地（ローランド）の産物とみなす向きがあるが、スコットランド高地（ハイランド）にもよく似た性質のエッヘ・ウーシュカ（「水の馬」の意）がおり、これは便宜上、英語で「ウォーター・ホース」（や「ウォーター＝ケルピー」）などと呼ばれることが多々あって、邦書では水棲馬、水馬等と表記・併記される。しかし、じっさいには両者は混同・習合もされており、ケルピーもやはり水棲馬・水馬と記述される。

### 語源
語源については「若い牡牛」や「仔馬」を意味するスコットランド・ゲール語（cailpeach, colpach）に由来する可能性が高い、と『SND』辞典に記載される。だが従来は『オックスフォード英語辞典』はこの語源説明には根拠がない、と懐疑的であった。
また、ゲール語ではなくPケルト語（ブリソン諸語系統、すなわちウェールズ語）で「河の馬」を意味する ceffyl-pol 、転じて celpow、kelpie という説をロナルド・ブラックが提唱している。これはケルピーがピクトの文化の産物であるという仮説に基づいている。
ケルピーをそのまま英語で解釈しケルプ（コンブ目の総称）に由来するとする意見もあるが、孤立しているようである 。

## 概説
ケルピーは概して黒馬か白馬の容姿をしていると、前述の現代スコッツ語辞典にあるが、前者の例はスペイサイドの人間がネス湖からの帰途の峠で遭遇した魔法具をつけた馬、後者はいわゆる「スペイ川の白馬」である。しかしスペイ川のクリーヴァン[?]の淵の水馬（）は黒いとされる。

### 囮の馬姿
しばしば人間の気をひく姿に変身し、例えば、手綱をつけた若い馬の格好で道端に佇んで、歩き疲れた人を待ち受け、その人が背中に乗るとそのまま川をめがけて疾走し、水深が一番深いところまで潜ってしまうため、泳げない人間には災難となる。あるいは、待ち伏せて獲物が来た時に水嵩を増させて溺れさす。
うっかり触ると離れられなくなって、そのまま水中に連れられ犠牲者となると伝わる。エッヘ・ウーシュカの場合については、「肌には粘着力があるので、乗ったものは離れられなくなる」と井村が説明しているが、「糊のようにくっつく」と形容した話例もある。複数の話例では一人の子（牧童）だけくっついた指を切断して難を免れている。

#### 水没後、内臓のみ
エッヘ・ウーシュカ（ケルピーとも混同）に沈められると、遺体はあがらず、内臓（肝臓・心臓・肺腑）が浮上するか打ち寄せられるだけ、と口承民話に伝わる。
これら子供の犠牲者たちは、明確にエッヘ・ウーシュカに食らわれたとは伝わっておらず、そのため、これは食われてはいないという主張、すなわち女子供を食らうのはケルピーのみでゲールの伝承（エッヘ・ウーシュカ）にそのような話はない、という断言がある（J・G・キャンベル）。しかし他の考察者には受け入れがたく、エッヘ・ウーシュカがさらって行くのが男性だろうが子供だろうが飼い馬だろうが、それは水底でこれを食らって嫌いな内臓だけを残しているのだ、と推察できる、と意見されている（J・G・マッケイ）。他にも（特に対象を制限せずに）犠牲者の内臓以外を食べてしまうのだ、という解説が大衆本事典等に散見できる。

#### 馬勒と使役
しかし、馬勒をうまく用いてケルピーを操ることができれば、どの馬にも劣らない働きをさせられるという。ある領主がケルピーを使って石造りの館（城）を建設した。しかし解放されたケルピーは領主に呪いをかけた。呪いは次代以降にも及んで、領主の家系は途絶えてしまったという。こうした逸話は、モーフィーの男爵の築城にまつわるものが知られるが、他にも例がある。

### 色仕掛けの誘惑
ケルピーかウォーター＝ホースが女性を色恋に誘うが（家畜のおかげで）失敗する19世紀の発表話例が2篇、挙げられる。ケルピーが誘うのは旅の女性で、犬に守られる。ウォーター＝ホースは、男性姿で農場の働き手の女性を誘おうとするが、正体がばれ馬に化けて追いかけると、水棲牛（）の子と品定めされた牡牛が決死の戦いを挑んで遠ざける（アイラ島の伝承）。
この原話では男や動物の容姿について詳しくないが、エッヘ・ウーシュカがはっきりと美男子に化け、誘った女性を水に沈めて亡き者にする伝承もあるという。

#### 藻・砂まじりの髪
前述のアイラ島の原話では水棲馬が女性に膝枕させろ、そして髪を絞ってくれと頼むが、女性がその髪にゲール語でリヴァガッハ liobhagach という、ぬめりけのある水草がまとわりついていた（異聞では砂がついていた）のを見とがめ、その正体を見破った。似た例がバラ島にも伝わるが、水藻の名称が湖生のラファガッハ rafagachになっている。
類似の話型としてはMLSIT「F58. 女性がウォーター＝ホースに出会いついていく：しかし梳（）る髪に砂を見とがめ正体を見破る」が挙げられる。
よく似た話、あるいは女性が衣服を残してすり抜けるモチーフが、マン島のグラシュティンについて伝わる、と指摘されている。

## 文学・民話例
- (1) コリンズ（1747年作）『頌詩』（場所不詳）

ケルピーの語が使われる最古例は、イングランドの詩人ウィリアム・コリンズの1747年の英語詩『スコットランド高地の民間迷信に寄せる頌詩』（1788年発表）である。
この詩では、ハイランド地方の迷信にある、人を溺れさせる魔物について語っているが、暗き湿地（）の、どこか柳の生える岸辺に佇んでいたある農夫を、この悪魔（）が水嵩を増させて溺れさせた。ケルピー（英語: kaelpie）の怒りに触れたのだ、と詠まれている。
- (2) ジョン・ジェイミソン（1803年）の詩「ウォーター・ケルピー」（ハイランド地方、東部アンガス州、サウス・エスク川（英語版）の橋）

ケルピーが、石運びなど橋を架ける手伝いをさせられた。
スコットランド方言辞書の編纂者ジェイミソンによるこの詩は、ウォルター・スコットが『スコットランド辺境歌謡集』第3巻（1803年）に所収したものである。
- (3) W・グラント・スチュアート（1860年）；グレガー（1881年）（ハイランド地方、ネス湖）

スペイサイドのウィロックス家（マグレガー家）に伝わる魔法の回復器具「玉と馬勒」にまつわるもので、馬勒（）は、そもそもケルピーが身に着けていた馬具の一部だった。同家の当主が、先祖がそれを入手したいきさつの武勇伝を伝えている：
ネス湖に棲むケルピーが、乗用馬を装い街道に待ち伏せてうっかり乗った者をネス湖やドアブ湖（ロッキンドアブ）やスピニー湖に連れてゆくのだが、先祖のマグレガー氏は、スロッコ・サミットの峠でケルピーに遭遇したが騙されず、近寄りざまに顎を馬勒ごと切りつけたので、馬銜のひとつがこぼれ落ちた。ケルピーは力を失い、返還を求めたが氏は応じなかった。馬は自宅の入り口を通せんぼしたが、氏は窓越しにその馬銜を妻に渡した。戸口の上にはナナカマドの十字架が掛かっていたのでケルピーはあきらめざるを得なかった。
グレガーはこのケルピーを黒馬としており、誘いに乗らない某ハイランド住民に怒り噛みつこうとしたが、躱されて一太刀入れられ、真鍮のホックのような「馬勒」が切断されたとする。
- (4a) ヒュー・ミラー（1862年）「お陀仏な馬乗りの話」（ハイランド地方ロス州（英語版）、コノン川（英語版））

ケルピーの説話とは言い難い例である誤りで、後述するブラックグレンのウォーター＝ホースは、まったく別の場所（モルヴェン）の伝承である。
「刻は来たり、しかし者は来たらず」と川瀬でつぶやき獲物を待つ怪異は、ケルピーともウォーター・レイスとも称されているが、「ウォーター・レイス」（緑の衣服を着た女性の姿をさす）が正しく、「ケルピー」（馬の姿）ではないと説明される。
その怪異のいる「偽の瀬」（浅く見えるが、その両側と同じく水深が深い）に向かっている馬上の男を、周りの人間が見とがめて引きずりおろし、古い教会に閉じ込めたが、あくる朝になると顔を石の餌槽にうずめ、そのわずかの溜り水で溺れていた。
- (4b) ウォルター・スコット（1803年）（ボーダーズ地方、キャッスルトン（英語版）行政教区）

スコットは、前述の詩「ウォーター・ケルピー」に寄せた注釈で、同じ伝説（類話）に触れている。男が顔をつけたのが洗礼盤であることだけが異なる。
原話は、13世紀初頭のティルベリのゲルウァシウス（ジェルヴェーズ）著『皇帝の閑暇』でも取り上げられているとスコットは述べているが、フランス語でドラクという水妖にまつわるようである。
- (5) 地誌の解説（1882年）（南部ボーダーズ地方、アルモア湖（英語版））[89]

- (6) グレガー（1883年）[1881年] 「手助けとなるケルピー」[注 39] （東部アバディーン州、ユーギー川（英語版）。

ユーギー川河岸のインヴァユーギー城で黒馬が出没、助言を受けた男は「はぐれ馬の馬勒」でケルピーを捕獲。川に橋を架けさせた。使役の終了後に解放すると「足腰痛む、インヴェルジーの橋に石を運んで」の意の韻律詩を口にしたという。
- (7a) グレガー（1883年）「害となるケルピー」（場所不特定）

ケルピーが粉ひき小屋の穀物や穀粉に悪さをするので、夜分にイノシシを閉じ込めると来なくなった。
- (7b) グレガー（1883年）[1881年] 「害となるケルピー」（東部ファイフ州フォークランド小教区、バルリービー・バーンの沢）

白馬のケルピーが誘うようなので、旅する若い男女が乗って川の瀬を渡ろうとしたが、ケルピーは半ばで向きを変え襲歩（ギャロップ）で川を下りはじめた。いななきながら、合間にこう言ったという：「ジェニー・ミルンよじっと座れ、デイヴィーしっかり乗れ、じきにバルリービーの深淵につくまで」
- (7c) グレガー（1883年）「害となるケルピー」; (8) 「人間の姿のケルピー」（アバディーン州のバンコ農場のストリッチェン沢（バーン）の淵に棲む）

2話を所収。
- (9) グレガー（1883年）「人間の伴いを求めるケルピー」（場所不特定）

旅の女性の仮の宿にケルピーが夜這いをかけるが、犬が知恵を出して回避する。
- (10a) グレガー（1889年）無題I・「ケルピーが家まで運ぶ」[注 44]（アバディーン州のコーガーフ（英語版）村付近）[注 45]

ガーチョリーの粉ひき小屋で穀粉を積もうとすると馬がいなくなっており、馬具一式をつけた馬が現れて代わりをつとめてくれる。家につくとリバー・ドン (アバディーンシャー)（ドン川）の方でドボンという音がし、自分の馬は馬小屋に戻っていた。
- (10b) グレガー（1889年）無題II・「ケルピーが川を渡って運ぶ」[注 47]（アバディーン州のコーガーフ村付近ルイブ橋）[101]

妻が危篤という男が急ぎ帰宅しようとしたが、村のドン川に架かる木造の橋が流されてしまっていた。長身の男が背負って川を渡ってくれるという。しかし正体はケルピーで、溺れさせられるところだった。ジョニーという男はすんでのところで助かった。
- (10c) グレガー（1889年）無題III・「ケルピーが穀粉を盗む」[注 48]（アバディーン州、ディーサイドのブリーマー（英語版）村）

ケルピーは、気に入った女性が事欠いていた穀粉を盗みに行ったが、粉ひき小屋の主人に備え付けの「妖精の錘（おもり）」を投げつけられて足を折り溺死。
- (11) マッキンレー（1893年）、地誌（1895年）（東部、旧フォーファー州[57]/現アンガス州(北端)[106]、ノース・エスク川（英語版）のPonage/Pontage Pool という淵）[注 49]

ウォーター＝ホース、またはケルピーが、モーフィーの男爵によって石運びなど築城を手伝わされた。
- (12) エドガー（1896年）（ハイランド地方東部 カーカドブライト州、アイロングレー行政教区あたりの地区。ダンフリース近郊）

ケルピーはドラゴンのような緑の鱗で覆われて体毛はなく、足は水かきがついていたという目撃談。
- (13) トムソン（1902年）「ウォーター・ケルピーとウィル・オ・ザ・ウィスプ」（ハイランド地方）（現今マレー行政区画クライゲラヒー（英語版）村の）イースター・エルチーズ粉ひき小屋にちなみ名付けられたミル・フォードの渡瀬、スペイ川）

靴屋夫婦が、エルギンに革を仕入れた帰り、小屋付きのシェトランドポニーらしき馬が置かれていたので、拝借して乗り、川を渡ろうとした。すると馬は水に潜り始め、降りようにもまるで馬の背に糊で張り付けられたように動かない。馬は「ジャニィッティ……デイヴィー……クレイヴィーの淵」まで連れて行く、という歌を口ずさむ。
- (14a) ブリッグス（1967年）（南部パース州、シェハリオン（英語版）山に近いグレン・ケルトニー（ケルトニー渓谷）の湖畔）[注 53][29]

ケルピーが7人の女の子を誘って背に乗せるが、その人数分だけ体が伸びていることを観察した男の子は、「かさぶた頭（スキャビーヘッド）」と呼ばれて来いと急き立てられるのにかまわず、逃げおおせた。ケルピーは女の子らを乗せたまま湖に飛び込み、彼女らの内臓のみしか陸に揚がらなかった。
- (14b) ブリッグス（1976年）（南部パース州、アバーフェルディ（英語版）市の近くの某名の小湖（））[49]

同上。ケルピーでなく水棲馬（エッヘ・ウーシュカ）の話とされ、場所説明が異なるほか、「肝臓」が浜辺に打ち上げられたと表現を変えている。

## 類似する幻獣
スコットランド伝承の水棲馬エッヘ・ウーシュカは、便宜上の訳語として「ウォルター＝ケルピー」が充てられたり、混同視されたりすることも多いが、これは以下の§エッヘ・ウーシュカの節にて詳述する。

### ニッカー
ケルピーは、本来はゲルマン言語圏（ドイツ、スカンジナビア島）の伝承から伝搬した（か、その逆か）いずれにせよ同源のものではないかとの意見がある。そのケルピーに対応する水霊・水魔はニッカー、ニック、ネック（あるいはノック）等と呼ばれる。ジョン・ジェイミソンの辞典（1808年）やカール・ブリントの論文（1881年）も同意見であり、アイスランドのニッカー（ニュック）は、馬（斑馬）の姿で現れると伝わるとし、関連性を強調する。
スコットランドでもゲルマン文化の色濃い地域であるシェトランド諸島では、水妖馬が同源語のノグルと呼ばれており、、ノグルはシェトランド版のケルピーだとも記載される。

## エッヘ・ウーシュカ
スコットランドとアイルランドでは、海や塩水湖の中に棲むといわれる「水の馬」を意味する魔物が伝えられており、原語でそれぞれエッヘ・ウーシュカ（スコットランド・ゲール語: each uisge;  /ɛχ uʃkʼə/）、アッハ・イシュカ（アイルランド語: each uisce; /ɑχ,aχ/）とよばれる。
。
これもケルピー同様、人間が背中に乗るよう誘い、乗った人を背中にくっつけてしまい、水中に引きずり込んで食べてしまうという。異表記にアハ・イシュケ ほか多数ある。

### アイルランドとスコットランドの水棲馬
アイルランドの水馬アッハ・イシュカはオヒシュキ（アイルランド英語:aughisky）とも呼ばれ、イギリスの民話学者キャサリン・ブリッグスの『妖精事典』等にこの名（カナ表記）で記載される。
スコットランド高地の伝承の水馬エッヘ・ウーシュカは、19世紀の民話収集家のJ・G・キャンベルによってウォーター＝ホースと意訳されており、幾つもの当地の口承伝承が掲載されている。
ブリッグスの『妖精事典』の場合は、スコットランドのそれをエッヘ・ウーシュカ（スコットランド・ゲール語: each uisge）の項で解説し、「ウォーター・ホース」の項ではスコットランド島嶼やマン島の、いろいろな名前の水妖馬の総称に用いている。井村君江の『妖精学大全』は、「エッヘ・ウーシュカ」の項の異名覧に「ウォーター・ホース」を併記し、あるゆる地域の汎称として「水棲馬」をもちいるようである。

### エッヘ・ウーシュカとの区別

#### 水域
よく似ているためにしばしば混同されるが、アハ・イシュケ（改めエッヘ・ウーシュカ）は海水（塩水）の側で、ケルピーは湖の岸や川辺で見られるという違いがある、と日本語の文献にみえる。
しかし、この棲み分け的解説は、英国資料と比べて齟齬が生じているか、少なくとも説明足らずである。もしアイルランドのオヒシュキに限定するならば、たしかにこれは海から出現する、塩水の方向へ追うと逃げてしまう、という解説がみえる。しかしスコットランド高地の水馬エッヘ・ウーシュカは、J・G・キャンベルによれば湖（）の主（ぬし）、ブリッグスによれば海や湖の主であるとされている。そして湖（）は特に鹹水湖に限られるわけではない。スコットランド高地の水馬ウォーター＝ホース（エッヘ・ウーシュカ）の各地の伝承をみれば、淡水湖（や河川などの水域）の具体例が判然とする。

#### 他の相違
同J・G・キャンベル牧師によれば、水域の違いのほかにも、能力や溺れさせる対象の違いがあるとする：

| Some writers speak as if the water-horse were to be identified with it, but the two animals are distinctly separate. The water-horse haunts lochs, the kelpie streams and torrents. The former is never accused of swelling torrents any more than of causing any other natural phenomenon, nor of taking away children, unless perhaps when wanted to silence a refractory child. | 文筆家のなかには、[ケルピーと]ウォーター＝ホースが同一視されるべきかのように語るものがいるが、二つの獣は、はっきり別のものである。ウォーター＝ホースは湖（）（英語）に棲み、ケルピーは沢/小川や奔流に棲む。前者は奔流を氾濫させるなど自然現象をおこしはしないし、子供も攫わない（ただし聞き分けのない子供を黙らせたい場合は別かもしれないが）。 |
| —J・G・キャンベル著『スコットランド高地地方と島々の迷信』（1900年） | —日本語訳 |

これは、たとえ幼い子供をたしなめるためでも児童を誘拐するという伝承があるならば、その部分ははっきり区別はできないのではないか、とも批判されている、キャンベル自身も9人の子供が失われた説話を発表している。また、スペイ川にいる妖馬は、ケルピーとして語られる場合が多いものの、エッヘ・ウーシュカであるという伝承がはっきり存在し、マクドゥーガル牧師（1910年）によりゲール語の「クリーヴァンの淵のエッヘ・ウーシュカ」として所収されている、エッヘ・ウーシュカは川には棲まないとするJ・G・キャンベルの目安の反証例となっている。

#### 区別の強論
同氏、J・G・キャンベル（タイリー島のキャンベルとも呼ばれる）こそが、エッヘ・ウーシュカとケルピーの線引きの強論者であることは、他の解説者が指摘している。
ロナルド・ブラック講師によれば、キャンベルの目安を用いれば、用例の「ケルピー」が真正か訳語かわかるという。例えば、グレガーの1883年の発表文は実際の「ケルピー」であり、マクベイン編1887年の匿名論文は、単に「エッヘ・ウーシュカ」の訳語であるとしている。。

### エッヘ・ウーシュカの例
- (i) J・G・キャンベル 「アロスの跡取り息子」（西海岸沖マル島 のフリサ湖（英語版））[51]。

乗れない馬はないと自負する男が、雌馬のふりをしたウォーター＝ホースによってこの湖に連行されて食われる。他の馬とこの魔性の馬とをつないでいた時に起こった出来事だとも伝わり、水没したのち、男と馬の肝臓（または馬の肝臓、または男の肺腑のみ）が上がったなどと、いくつかの異聞が流布している。
- (ii) J・G・キャンベル 「クル・ロックの喋り馬」（西海岸沖マル島 のアーダチョイル農場の上の小湖クル・ロック）[136][137]。

- (iii) J・G・キャンベル 「コル島」（西海岸沖コル島）[138]。

- (iv) J・G・キャンベル「サンアートでの九人の子供」（ハイランド地方アーガイル（英語版）州サンアート（英語版）村「惨事の湖」Loch na Dunach）

はぐれ馬と思って乗った9人の子供が湖に引きずり込まれて失われた。遺体はあがらず、そのうち1人の肝臓のみが浮上。乗らずに助かった1人（ポケットに聖書をしのばせていた子）は、馬に触ってしまった指を切断して逃避。
- (v) J・G・キャンベル「ラッセイの水馬を殺す」；J・F・キャンベル（スカイ島より内海のラッセイ島（英語版）のダン・カアーン（Dùn Caan）のそばにある、実在のロッホ・ナ・ヴナー（Lough na mna、「女性の湖」の意）」）

。
アラスター（英語だとアレクサンダー）という鍛冶屋がウォーター＝ホースの退治を誓い、隠れ小屋で去勢羊を焼いておびき寄せ、小屋に開けておいた開け口から、熱した鉄棒で突いた。確認すると、そのウォーター＝ホースは、ただの灰色の瘤のような、あるいはクラゲのような塊のようなものであった。
- (I) デンプスター編（1888年）「ギリー湖の黄金馬」（北部サザランド州ロッホ・ナ・ギリー湖[注 70]）

黄金の馬に誘われた数名の青少年（おそらくギリー、すなわち釣りや猟のお供役の召使）が命を落とす。触れた指がくっついたがこれをナイフで切り落として避難したモチーフ。
- (Ia) デンプスター編（1888年）同上話の付録話（北部サザランド州フリート川）[注 71]。文中だと川か湖か鮮明でないが、ポイカートが川としている。[47][142]。

- (II) デンプスター編（1888年）「サラチーの七牧童と水棲馬」（北部サザランド州シン湖（英語版））

七人の牧童が馬を放牧していたが、美しい一頭が紛れ込んで、いずれも自分の父の者だと言い張った。一人のみならず、まだまだ乗れると全員が乗馬するところを、女の子が来て輝く肌を触れると手がくっついてしまった。兄弟の助けではがしてもらうが、七牧童は行方不明となった
- (III) マクベイン (1887年) 無題（北部サザランド州ファー（英語版）教区やサーソー町近く"Loch nan clonn"('子供らガ湖')

黄色い（スコットランド・ゲール語: buidhe）すなわち鹿毛（ベイの毛並み）の馬がおり、不定数の子供たちが乗るがくっついて攫われる、一人の男の子がナイフで指を年助かる、翌日には内臓（スコットランド・ゲール語: sgamhan）が浮かぶ話素が揃った別の例。上述の類話と言えよう。内臓を指すこのゲール語は、肝臓とも肺腑ともとれるらしい。
- (IV) マクベイン (1888年) 無題（エッグ島 (英国)（英語版））

女性がウォーター＝ケルピー（エッヘ・ウーシュカ）の犠牲に。心臓と肝臓のみが浮かび上がる。
- (V) マクドゥーガル (1910年)「クリーヴァンの淵のエッヘ・ウーシュカ」（ハイランド地方スペイ川の淵。旧マレー州クロムデール（英語版）の近辺。）

カラスのように光沢のある黒毛の馬。人間を眼光で金縛りとし、その後油断して十字架を切り忘れ、鹿のような目で誘われるままに乗ってしまうと水に飛び込まれて溺れる。
「黄色の湿原」のリトル・ジョンという男が、黒魔術の婦人（ブラックワイフ）に退治法を相談し、斑の牛皮をかぶって牛群にまぎれこみ、すきをついて馬勒（）を奪い、水棲馬の主となった。馬を使役させて泥炭業で蓄財したが、ある日、娘が馬勒をはめて乗ると、馬はそのまま逃げ、元の淵でなくクロムデール近くの小湖に飛び込んだ。
飛び込んだ箇所だけ冬も凍らず、娘の幽霊が出現した。
- (VI) ヘンダーソン (1911年) 無題（ハイランド地方、旧アーガイル（英語版）州ロハバー（英語版）のモーヴァーン（英語版）地区のブラックグレン川[注 72]）

早朝水源近くで異音を発したエッヘ・ウーシュカは、恐ろしい啼き声とともにキンゲイロック[?] Kingairloch 方面に去っていなくなった。

## 海のケルピー

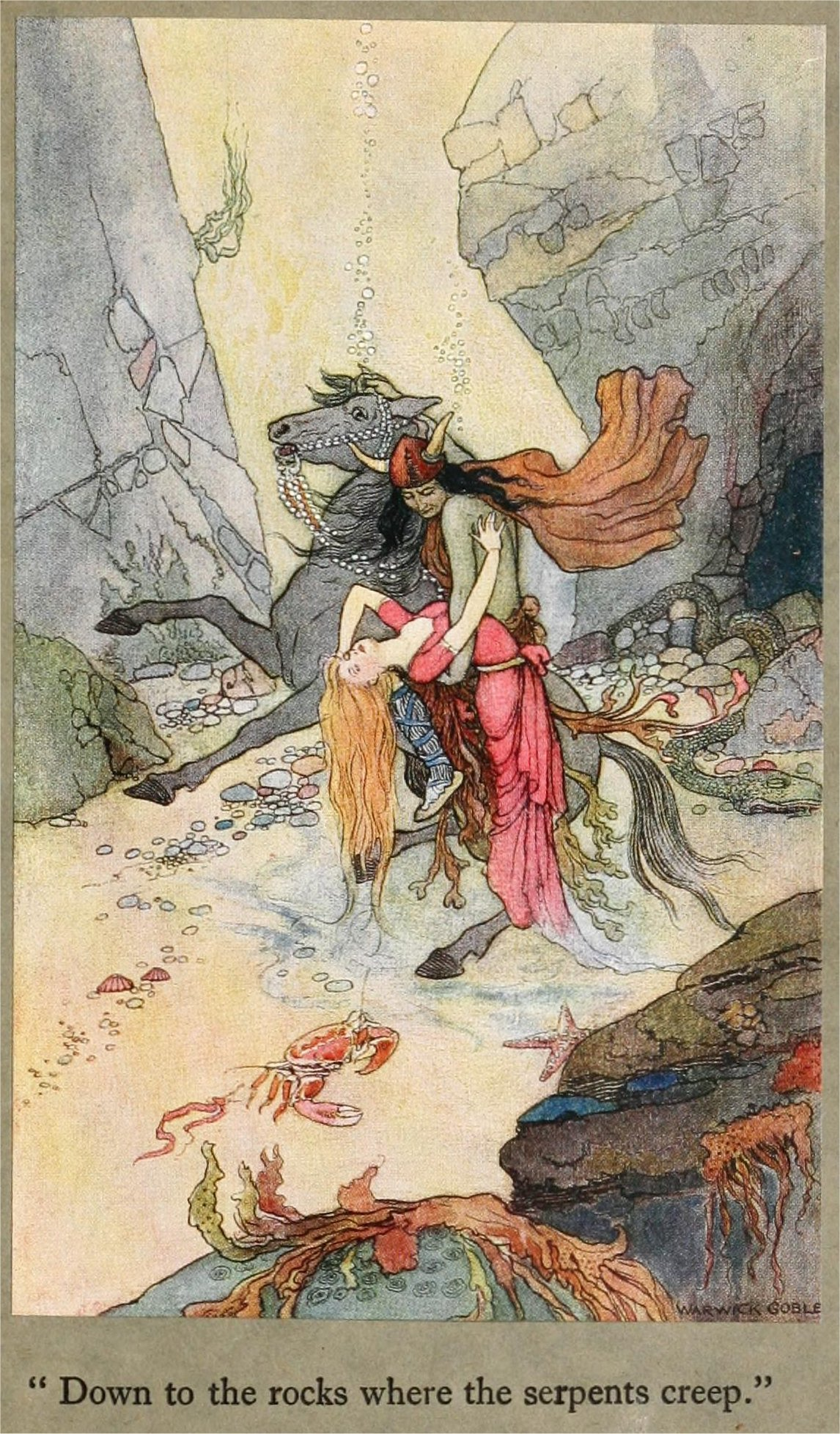
灰色の馬にまたがるコリーヴレッカンのケルピー（マッケイの詩より）—ウォーリック・ゴーブル画（1920年）

前述のコリンズ（1747年作）のスコットランド迷信についての『頌詩』には欠落箇所があって、別の詩人が補った部分では、陸の河川でなく、海での溺死に関わる魔物か精霊について語られている。それによれば、海では巨大な精霊が嵐を導き船を沈め、有翼のなにものかが渦潮に被害者が吸い込まれる様を見守るという。そして海でなく陸での溺死を司るのが「かの悪魔（）」（もしくは「同じ悪魔」）であり、後述されるケルピーともとれる。
J・G・コリンズの法則に反するが、ケルピーは海からも出没するとフォーブス・レスリー中佐の著書でも述べられている
スコットランドの渦潮としては、コリーヴレッカンが有名であるが、作家のチャールズ・マッケイが、スコットランドの（北西）諸島に普遍的に残される伝承にもとづいたとされる詩、「コリーヴレッカンのケルピー」（1851年）を発表しており、リアモント・ドライズデール作曲のカンタータ「ケルピー」に翻案されている。なお、作中のケルピーは、サンゴの剣を差し、灰色の馬にまたがる容姿端麗な騎兵か騎士の姿をしており、浜辺の女性を拉致しようとする。ただ、この渦潮は「ブレカンのカリュブディス」と、ギリシア神話の女性の怪物の名を借りた名称でアドムナーン著『コルンバ伝』（6世紀）に記載されており、その後の民間伝承でも、「老婆の釜」（カリャッハ、英語でハグの釜）と伝わり、そのカリャッハがネッカチーフかフードを纏う時が危険だとされる。マグレガーは、この老婆を女ケルピーとし、「ストーム＝ケルピー」の一種とするが、あまり定着した分類とはいえない。

## 図像学
トマス・ミリー・ダウが1895年に描いた油彩絵画では、ケルピーがあえて女性として表現されているが、これは芸術表現的な「性転換」を行いその犠牲者を男性に想定した、当時代の風潮を代表するものだ、と解説されている。その論文で、美術史家の高橋裕子はとくに濡れそぼって水の滴る髪の描写に着眼する。